# DTM-Saison 2009
Die DTM-Saison 2009 war die 23. Saison der DTM und die 10. seit der Neugründung der Serie im Jahr 2000. Der erste Lauf fand am 17. Mai 2009 auf dem Hockenheimring statt. Dieses Rennen war zugleich das 100. Rennen seit der Neuauflage der DTM im Jahre 2000. Das Saisonfinale fand am 25. Oktober ebenfalls auf dem Hockenheimring statt.
Insgesamt wurden 10 Rennen in Deutschland, in den Niederlanden, Großbritannien, Spanien und in Frankreich gefahren.
Gesamtsieger wurde Timo Scheider im Audi A4 DTM mit 64 Punkten. Nach 2008 sicherte er sich so seinen zweiten DTM-Meistertitel und konnte nach Bernd Schneider als zweiter DTM-Fahrer seinen Titel verteidigen.

## Starterfeld
Folgende Fahrer sind in der Saison gestartet:
| Nr. | Fahrer             | Team                            | Fahrzeug                   | Rennwochenende | Bild               |
| --- | ------------------ | ------------------------------- | -------------------------- | -------------- | ------------------ |
| 1   | Timo Scheider      | Audi Sport Team Abt             | Audi A4 DTM 2009           | alle           | Timo Scheider      |
| 2   | Tom Kristensen     | Audi Sport Team Abt             | Audi A4 DTM 2009           | alle           | Tom Kristensen     |
| 3   | Paul di Resta      | AMG-Mercedes                    | AMG-Mercedes C-Klasse 2009 | alle           | Paul di Resta      |
| 4   | Ralf Schumacher    | Trilux AMG-Mercedes             | AMG-Mercedes C-Klasse 2009 | alle           | Ralf Schumacher    |
| 5   | Mattias Ekström    | Audi Sport Team Abt Sportsline  | Audi A4 DTM 2009           | alle           | Mattias Ekström    |
| 6   | Martin Tomczyk     | Audi Sport Team Abt Sportsline  | Audi A4 DTM 2009           | alle           | Martin Tomczyk     |
| 7   | Jamie Green        | Junge Sterne AMG-Mercedes       | AMG-Mercedes C-Klasse 2008 | alle           | Jamie Green        |
| 8   | Susie Stoddart     | TV-Spielfilm AMG-Mercedes       | AMG-Mercedes C-Klasse 2008 | alle           | Susie Stoddart     |
| 9   | Bruno Spengler     | Mercedes-Benz Bank AMG-Mercedes | AMG-Mercedes C-Klasse 2009 | alle           | Bruno Spengler     |
| 10  | Gary Paffett       | Salzgitter AMG-Mercedes         | AMG-Mercedes C-Klasse 2009 | alle           |                    |
| 11  | Mike Rockenfeller  | Audi Sport Team Rosberg         | Audi A4 DTM 2008           | alle           | Mike Rockenfeller  |
| 12  | Markus Winkelhock  | Audi Sport Team Rosberg         | Audi A4 DTM 2008           | alle           | Markus Winkelhock  |
| 14  | Alexandre Prémat   | Audi Sport Team Phoenix         | Audi A4 DTM 2008           | alle           |                    |
| 15  | Oliver Jarvis      | Audi Sport Team Phoenix         | Audi A4 DTM 2008           | alle           | Oliver Jarvis      |
| 16  | Maro Engel         | GQ AMG-Mercedes                 | AMG-Mercedes C-Klasse 2008 | alle           |                    |
| 17  | Mathias Lauda      | Stern AMG-Mercedes              | AMG-Mercedes C-Klasse 2008 | alle           | Mathias Lauda      |
| 18  | Christian Bakkerud | Futurecom TME                   | Audi A4 DTM 2007           | 1–4, 6–10      | Christian Bakkerud |
| 19  | Johannes Seidlitz  | Futurecom TME                   | Audi A4 DTM 2007           | 1–2, 5–10      | Johannes Seidlitz  |
| 20  | Tomáš Kostka       | Futurecom BRT                   | Audi A4 DTM 2007           | alle           | Tomáš Kostka       |
| 21  | Katherine Legge    | Audi Sport Team Abt Lady Power  | Audi A4 DTM 2008           | alle           | Katherine Legge    |

## Rennkalender und Ergebnisse
| Runde | Rennstrecke    | Datum         | Distanz    | Pole-Position   | Schnellste Runde | Sieger         | Fahrzeug                   |
| ----- | -------------- | ------------- | ---------- | --------------- | ---------------- | -------------- | -------------------------- |
| 1     | Hockenheimring | 17. Mai       | 178,386 km | Mattias Ekström | Mattias Ekström  | Tom Kristensen | Audi A4 DTM 2009           |
| 2     | Lausitzring    | 31. Mai       | 180,856 km | Mattias Ekström | Jamie Green      | Gary Paffett   | AMG-Mercedes C-Klasse 2009 |
| 3     | Norisring      | 28. Juni      | 184,000 km | Timo Scheider   | Katherine Legge  | Jamie Green    | AMG-Mercedes C-Klasse 2008 |
| 4     | Zandvoort      | 19. Juli      | 176,587 km | Oliver Jarvis   | Mattias Ekström  | Gary Paffett   | AMG-Mercedes C-Klasse 2009 |
| 5     | Oschersleben   | 2. August     | 177,408 km | Tom Kristensen  | Timo Scheider    | Timo Scheider  | Audi A4 DTM 2009           |
| 6     | Nürburgring    | 16. August    | 174,192 km | Martin Tomczyk  | Mattias Ekström  | Martin Tomczyk | Audi A4 DTM 2009           |
| 7     | Brands Hatch   | 6. September  | 179,397 km | Paul di Resta   | Paul di Resta    | Paul di Resta  | AMG-Mercedes C-Klasse 2009 |
| 8     | Barcelona      | 20. September | 175,643 km | Tom Kristensen  | Timo Scheider    | Timo Scheider  | Audi A4 DTM 2009           |
| 9     | Dijon          | 11. Oktober   | 197,652 km | Bruno Spengler  | Paul di Resta    | Gary Paffett   | AMG-Mercedes C-Klasse 2009 |
| 10    | Hockenheimring | 25. Oktober   | 173,812 km | Mattias Ekström | Gary Paffett     | Gary Paffett   | AMG-Mercedes C-Klasse 2009 |

## Meisterschaftsergebnisse

### Punktesystem
Punkte wurden an die ersten 8 klassifizierten Fahrer in folgender Anzahl vergeben:
| Platz  | 1. | 2. | 3. | 4. | 5. | 6. | 7. | 8. |
| Punkte | 10 | 8  | 6  | 5  | 4  | 3  | 2  | 1  |

### Fahrerwertung
Insgesamt kamen 15 Fahrer in die Punktewertung.
| Platz | Fahrer             | HOC1 | LAU | NOR | ZAN | OSC | NÜR | BRH | CAT | DIJ | HOC2 | Punkte |
| ----- | ------------------ | ---- | --- | --- | --- | --- | --- | --- | --- | --- | ---- | ------ |
| 1     | Timo Scheider      | 2    | 5   | 4   | DSQ | 1   | 2   | 2   | 1   | 6   | 2    | 64     |
| 2     | Gary Paffett       | DNF  | 1   | 5   | 1   | 5   | 8   | 4   | 4   | 1   | 1    | 59     |
| 3     | Paul di Resta      | 5    | 4   | 7   | 6   | 4   | DNF | 1   | 7   | 2   | 3    | 45     |
| 4     | Mattias Ekström    | 7    | 3   | 3   | 3   | 2   | 3   | 5   | 6   | 9   | DNF  | 41     |
| 4     | Bruno Spengler     | DNF  | 2   | 2   | 5   | 6   | 6   | 6   | 5   | 3   | 7    | 41     |
| 6     | Martin Tomczyk     | DNF  | DNF | 11  | 4   | 3   | 1   | 3   | 3   | 7   | DNF  | 35     |
| 7     | Jamie Green        | 8    | 6   | 1   | 9   | 9   | 5   | 12  | 14  | 4   | 5    | 27     |
| 8     | Tom Kristensen     | 1    | 12  | 8   | 8   | 8   | DNF | 19* | 2   | DSQ | 15   | 21     |
| 9     | Oliver Jarvis      | 3    | DNF | DNF | 2   | 15* | DNF | 8   | 9   | 15  | 6    | 18     |
| 10    | Markus Winkelhock  | 4    | DNF | 13  | DSQ | DNF | 4   | 18* | DNF | 10  | 8    | 11     |
| 11    | Ralf Schumacher    | 9    | 10  | 6   | 10  | 11  | 7   | 9   | 13  | 5   | DNF  | 9      |
| 12    | Maro Engel         | 6    | 8   | DNF | 7   | 7   | 12  | 10  | 10  | 12  | 10   | 8      |
| 13    | Alexandre Prémat   | DNF  | DNF | DNF | DSQ | 16* | DNF | 11  | 8   | 11  | 4    | 6      |
| 14    | Mike Rockenfeller  | DNF  | 7   | 9   | 12* | 13  | 10  | 7   | 12  | 13  | 9    | 4      |
| 15    | Mathias Lauda      | 10   | 9   | 14  | DNF | 12  | 9   | 20* | 11  | 8   | 14   | 1      |
| 16    | Christian Bakkerud | 14   | 14  | 15  | DSQ |     | 13  | 16  | 17  | DNF | 12   | 0      |
| 16    | Tomáš Kostka       | 11   | 13  | DNF | DNF | 14  | 15  | 14  | 16  | 17  | 11   | 0      |
| 16    | Katherine Legge    | 12   | DNF | 12  | DNF | 17* | DNF | 15  | DNF | 16  | 17*  | 0      |
| 16    | Johannes Seidlitz  | 13   | DNS |     |     | DNF | 14  | 17  | 18  | DNF | 13   | 0      |
| 16    | Susie Stoddart     | DNF  | 11  | 10  | 11  | 10  | 11  | 13  | 15  | 14  | 16*  | 0      |
| Platz | Fahrer             | HOC1 | LAU | NOR | ZAN | OSC | NÜR | BRH | CAT | DIJ | HOC2 | Punkte |

| Legende  | Legende            | Legende                                                          |
| Farbe    | Abkürzung          | Bedeutung                                                        |
| -------- | ------------------ | ---------------------------------------------------------------- |
| Gold     | –                  | Sieg                                                             |
| Silber   | –                  | 2. Platz                                                         |
| Bronze   | –                  | 3. Platz                                                         |
| Grün     | –                  | Platzierung in den Punkten                                       |
| Blau     | –                  | Klassifiziert außerhalb der Punkteränge                          |
| Violett  | DNF                | Rennen nicht beendet (did not finish)                            |
| Violett  | NC                 | nicht klassifiziert (not classified)                             |
| Rot      | DNQ                | nicht qualifiziert (did not qualify)                             |
| Rot      | DNPQ               | in Vorqualifikation gescheitert (did not pre-qualify)            |
| Schwarz  | DSQ                | disqualifiziert (disqualified)                                   |
| Weiß     | DNS                | nicht am Start (did not start)                                   |
| Weiß     | WD                 | zurückgezogen (withdrawn)                                        |
| Hellblau | PO                 | nur am Training teilgenommen (practiced only)                    |
| Hellblau | TD                 | Freitags-Testfahrer (test driver)                                |
| ohne     | DNP                | nicht am Training teilgenommen (did not practice)                |
| ohne     | INJ                | verletzt oder krank (injured)                                    |
| ohne     | EX                 | ausgeschlossen (excluded)                                        |
| ohne     | DNA                | nicht erschienen (did not arrive)                                |
| ohne     | C                  | Rennen abgesagt (cancelled)                                      |
| ohne     | keine WM-Teilnahme |                                                                  |
| sonstige | P/fett             | Pole-Position                                                    |
| sonstige | 1/2/3/4/5/6/7/8    | Punktplatzierung im Sprint-/Qualifikationsrennen                 |
| sonstige | SR/kursiv          | Schnellste Rennrunde                                             |
| sonstige | *                  | nicht im Ziel, aufgrund der zurückgelegten Distanz aber gewertet |
| sonstige | ()                 | Streichresultate                                                 |
| sonstige | unterstrichen      | Führender in der Gesamtwertung                                   |

### Teamwertung
| Platz | Team                                       | HOC1 | LAU | NOR | ZAN | OSC | NÜR | BRH | CAT | DIJ | HOC2 | Punkte |
| ----- | ------------------------------------------ | ---- | --- | --- | --- | --- | --- | --- | --- | --- | ---- | ------ |
| 1     | Salzgitter/Mercedes-Benz Bank AMG-Mercedes | 0    | 18  | 12  | 14  | 7   | 4   | 8   | 9   | 16  | 12   | 100    |
| 2     | Audi Sport Team Abt                        | 18   | 4   | 6   | 1   | 11  | 8   | 8   | 18  | 3   | 8    | 85     |
| 3     | Audi Sport Team Abt Sportsline             | 2    | 6   | 6   | 11  | 14  | 16  | 10  | 9   | 2   | 0    | 76     |
| 4     | Trilux AMG-Mercedes                        | 4    | 5   | 5   | 3   | 5   | 2   | 10  | 2   | 12  | 6    | 54     |
| 5     | TV-Spielfilm/Junge Sterne AMG-Mercedes     | 1    | 3   | 10  | 0   | 0   | 4   | 0   | 0   | 5   | 4    | 27     |
| 6     | Audi Sport Team Phoenix                    | 6    | 0   | 0   | 8   | 0   | 0   | 1   | 1   | 0   | 8    | 24     |
| 7     | Audi Sport Team Rosberg                    | 5    | 2   | 0   | 0   | 0   | 5   | 2   | 0   | 0   | 1    | 15     |
| 8     | GQ/Stern AMG-Mercedes                      | 3    | 1   | 0   | 2   | 2   | 0   | 0   | 0   | 1   | 0    | 9      |
| 9     | Futurecom TME/BRT                          | 0    | 0   | 0   | 0   | 0   | 0   | 0   | 0   | 0   | 0    | 0      |
| 10    | Audi Sport Team Abt Lady Power             | 0    | 0   | 0   | 0   | 0   | 0   | 0   | 0   | 0   | 0    | 0      |